# 天空航空 (土耳其)
天空航空曾是一家经营包机业务的航空公司，总部设于土耳其安塔利亚。天空航空主要经营中短程至土耳其的旅游包机。此航空公司于2000年创立，于2001年正式营业。“Kayi Group”完全拥有天空航空。公司于2010年开始经营土耳其国内航班，使其跻身土耳其航空市场第9名。在2012年-2013年冬季，天空航空缩减运营规模，将3架波音737-800系列飞机归还出租者。
天空航空的子公司——总部位于杜塞尔多夫的"德国天空航空"，于2010年开始创办。2012年12月1日，德国天空航空宣布了其由于经济状况不佳而暂停服务的计划，并将2架波音737-800系列飞机归还出租者。之后德国天空航空表态：希望于2013年春季恢复运营。
2013年6月4日，天空航空宣布破产，并立即暂停所有飞行计划。

## 航点
天空航空在2012年12月的航点包括：
阿尔巴尼亚
- 地拉那 - 地拉那特蕾莎修女国际机场

奥地利
- 格拉兹 - 格拉兹机场
- 林茨 - 林茨机场

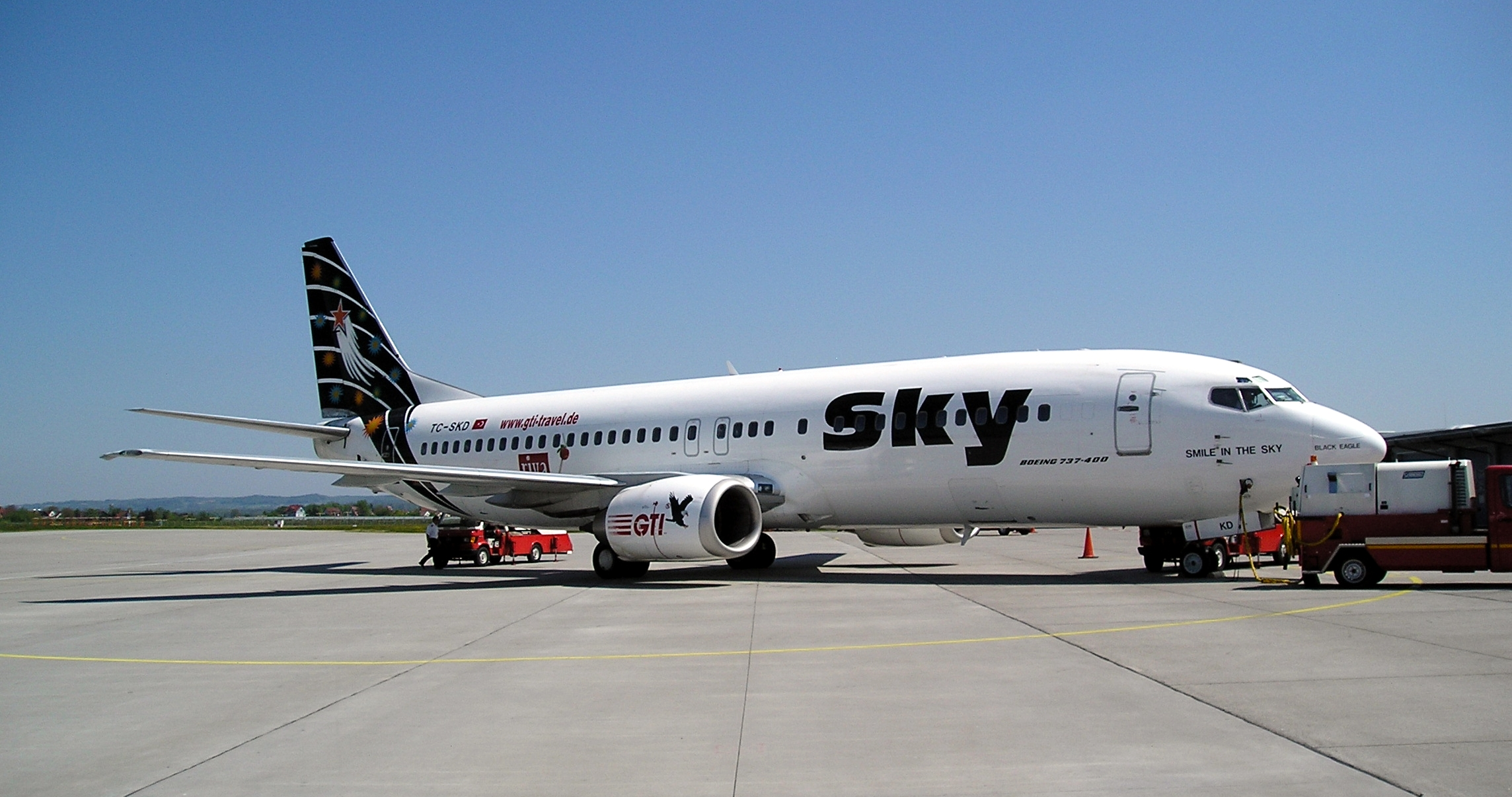
天空航空波音737–400，腓特烈港机场 (2005).

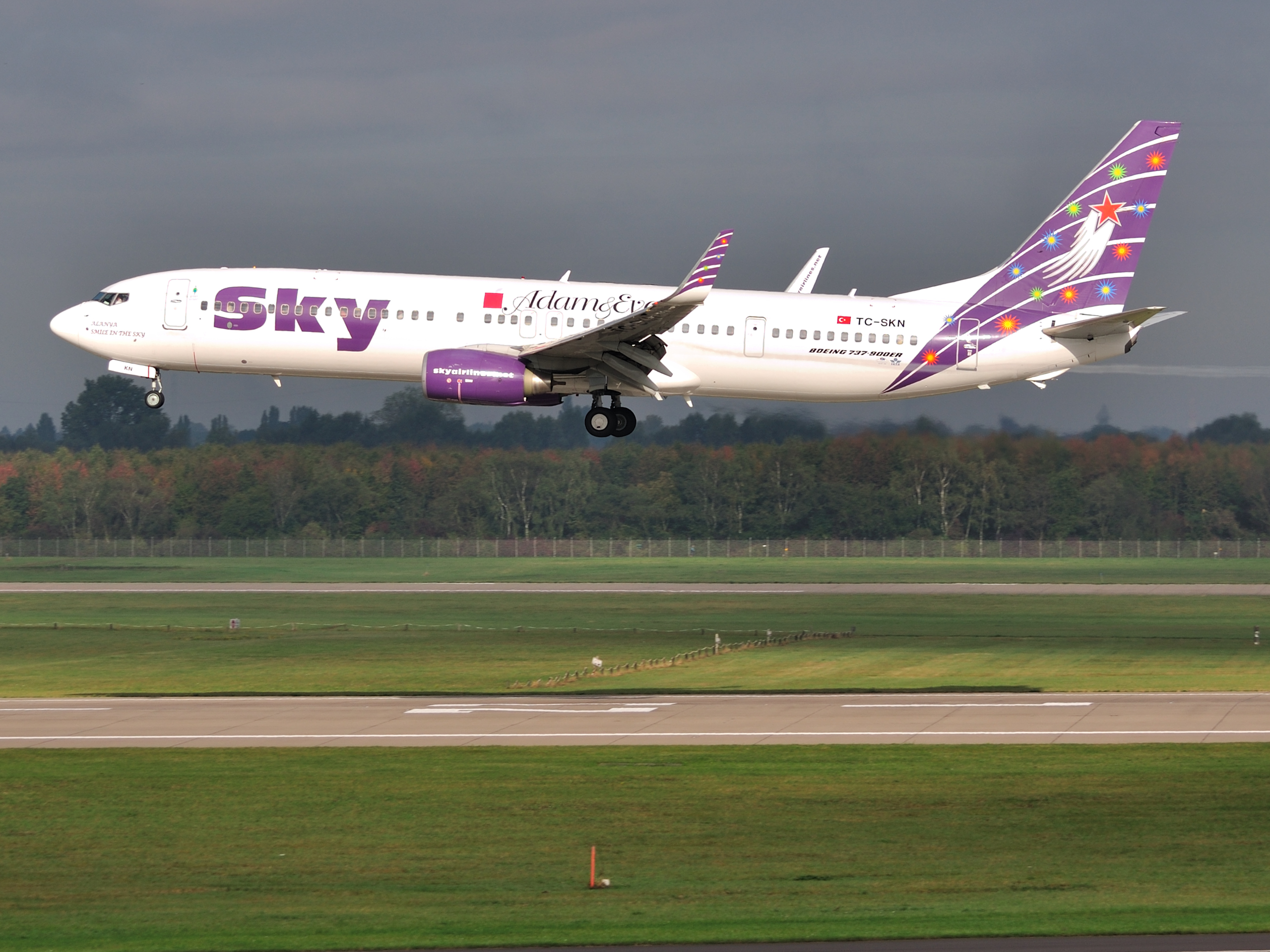
天空航空波音737–900，杜塞尔多夫机场 (2012).

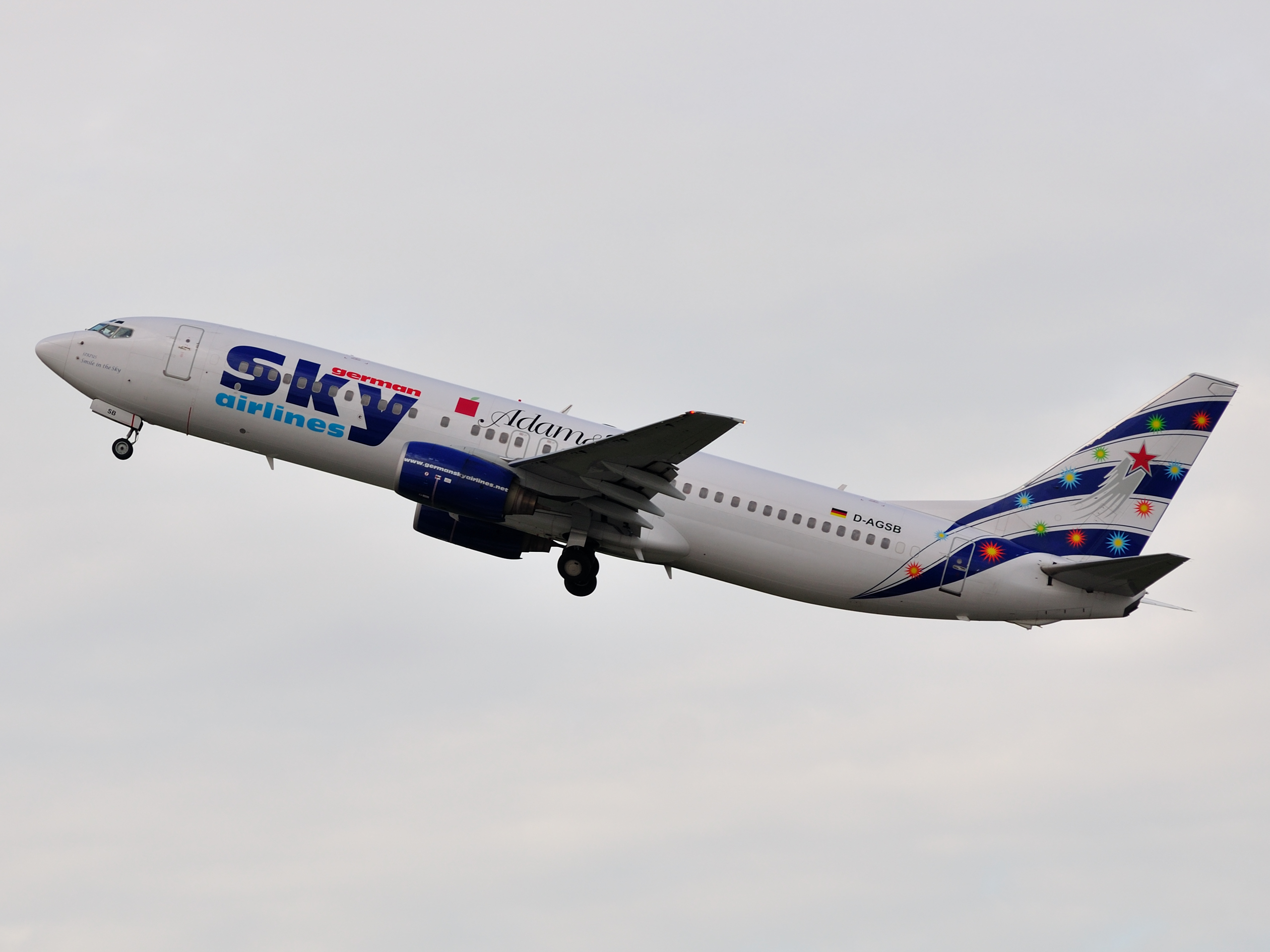
天空航空波音737–800，杜塞尔多夫机场 (2012).

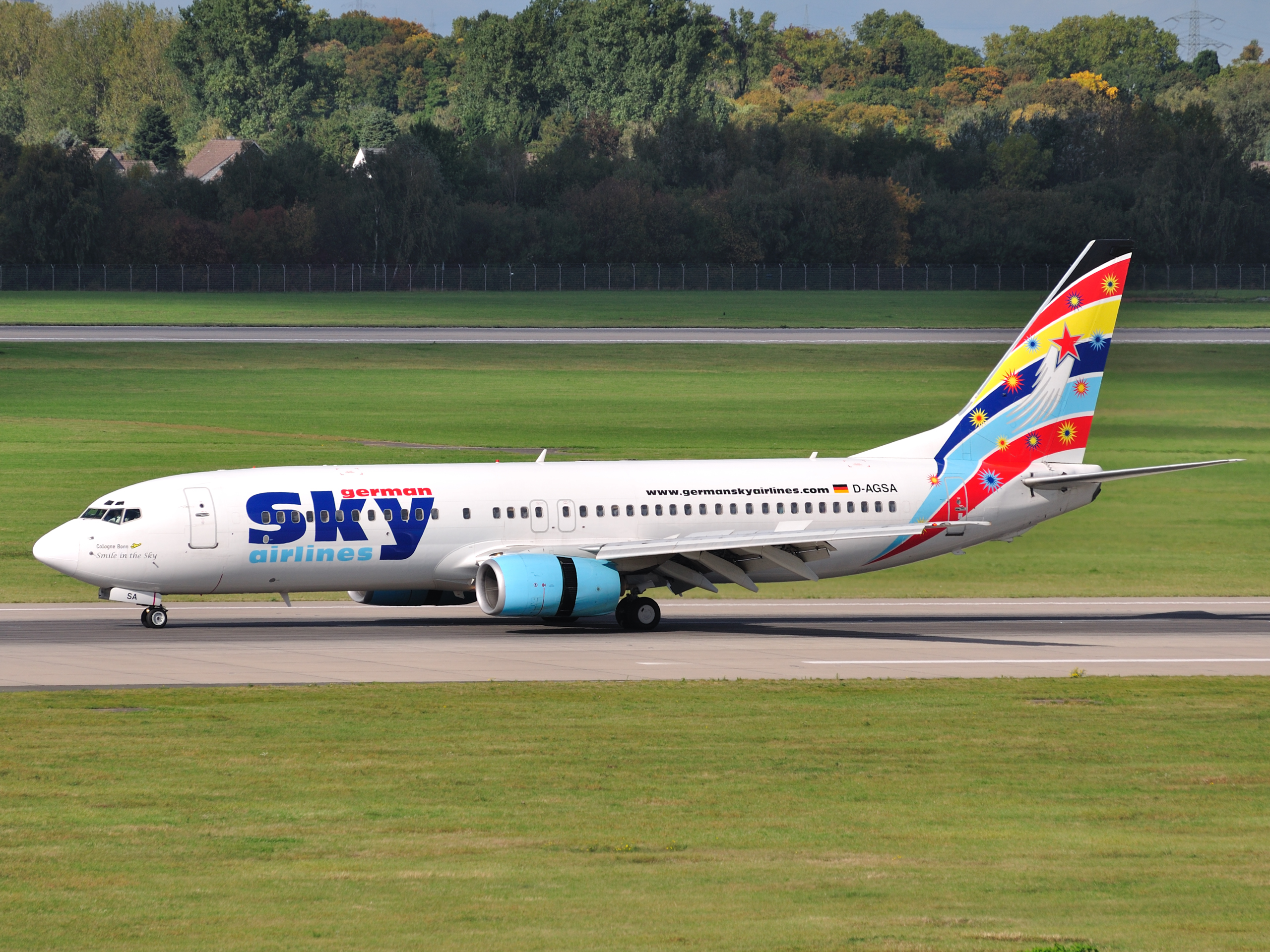
天空航空波音737–800，杜塞尔多夫机场 (2012).

- 萨尔茨堡 - 萨尔茨堡沃尔夫冈·阿马多伊斯·莫扎特机场
- 维也纳 - 维也纳国际机场

比利时
- 布鲁塞尔 - 布鲁塞尔机场

波黑
- 图兹拉 - 图兹拉国际机场

保加利亚
- 索菲亚 - 索菲亚机场

捷克
- 布拉格 - 布拉格瓦茨拉夫·哈维尔国际机场

丹麦
- 哥本哈根 - 哥本哈根凯斯楚普机场

爱沙尼亚
- 塔林 - 塔林伦纳特·梅里机场

法国
- 里昂 - 里昂圣埃克絮佩里机场
- 马赛 - 马赛普罗旺斯机场
- 米卢斯 - 巴塞尔-米卢斯-弗赖堡欧洲机场

德国
- 柏林 - 柏林-舍讷费尔德机场
- 科隆/伯恩 - 科隆/波恩机场
- 多特蒙德 - 多特蒙德机场
- 杜塞尔多夫 - 杜塞尔多夫机场
- 埃尔福特 - 埃尔福特-魏玛机场
- 法兰克福 - 法兰克福机场
- 哈恩 - 法兰克福-哈恩机场
- 汉堡 - 汉堡机场
- 汉诺威 - 汉诺威-朗根哈根机场
- 卡尔斯鲁厄/巴登-巴登 - 卡尔斯鲁厄/巴登-巴登机场
- 莱比锡/哈勒 - 莱比锡/哈雷机场
- 慕尼黑 - 慕尼黑机场
- 明斯特/奥斯纳布吕克 - 明斯特奥斯纳布吕克国际机场
- 纽伦堡 - 纽伦堡机场
- 帕德博恩 - 帕德博恩/利普施塔特机场
- 萨尔布吕肯 - 萨尔布吕肯机场
- 斯图加特 - 斯图加特机场
- 茨韦布吕肯 - 茨韦布吕肯机场

伊朗
- 德黑兰 - 伊玛目霍梅尼国际机场

哈萨克斯坦
- 阿拉木图 - 阿拉木图国际机场
- 阿克托比 - 阿克托比机场
- 卡拉干达 - 卡拉干达国际机场

马其顿
- 斯科普里  -  斯科普里亚历山大大帝机场

荷兰
- 阿姆斯特丹  -  阿姆斯特丹史基浦机场
- 埃因霍温  -  埃因霍温机场

波兰
- 比得哥什  -  比得哥什伊格纳奇扬帕德雷夫斯基机场
- 卡托维兹  -  卡托维兹国际机场
- 华沙  -  华沙肖邦机场
- 弗罗茨瓦夫  -  哥白尼弗罗茨瓦夫机场

挪威
- 奥斯陆  -  奥斯陆加勒穆恩机场
- 特隆赫姆  -  特隆赫姆瓦尔内斯机场

罗马尼亚
- 布加勒斯特  -  亨利康达国际机场
- 克卢日-纳波卡  -  克卢日纳波卡国际机场
- 蒂米什瓦拉  -  蒂米什瓦拉机场

斯洛伐克
- 布拉迪斯拉发  -  布拉迪斯拉发机场

斯洛文尼亚
- 卢布尔雅那  -  卢布尔雅那约热·普奇尼克机场

瑞士
- 苏黎世  -  苏黎世机场

土耳其
- 阿达纳  -  阿达纳·夏客巴萨机场
- 安塔利亚  -  安塔利亚机场
- 博德鲁姆  -  米拉斯-博德鲁姆机场
- 达拉曼  -  达拉曼机场
- 迪亚巴克尔  -  迪亚巴克尔机场
- 埃尔津詹  -  埃尔津詹机场
- 埃尔祖鲁姆  -  埃尔祖鲁姆机场
- 加济安泰普  -  Oğuzeli机场
- 伊斯坦布尔  -  萨比哈·格克琴国际机场
- 伊兹密尔  -  阿德南·曼德列斯机场
- 开塞利  -  Erkilet国际机场
- 马拉蒂亚  -  马拉蒂亚机场
- 萨姆松  -  萨姆松 - 恰尔尚巴机场
- 特拉布宗 -  特拉布宗机场
- 凡城  -  范·费里特·梅伦机场（Van Ferit Melen Airport）

## 机队
以2013年2月的情况来说，天空航空的机队组成如下：（其所有飞机都包括经济舱）
| 机型          | 数量 | 顺序 | 载客数       | 备注         |
| ------------- | ---- | ---- | ------------ | ------------ |
| 波音737-400   | 1    | -    | 170/150Y+12C |              |
| 波音737-900ER | 0    |      | 215          | 租借自ALAFCO |
| 总计          | 1    | '    |              |              |